# میکا تویوولا
میکا تویوولا (فنلاندی: Miikka Toivola; ۱۱ ژوئیهٔ ۱۹۴۹ – ۲۶ ژانویهٔ ۲۰۱۷) بازیکن فوتبال اهل فنلاند بود.
از باشگاه‌هایی که در آن بازی کرده‌است می‌توان به باشگاه فوتبال هلسینکی و باشگاه فوتبال تورون پالوسئورا اشاره کرد.
وی همچنین در تیم ملی فوتبال فنلاند بازی کرده‌است.